# Province de Pomabamba
La province de Pomabamba (en espagnol : Provincia de Pomabamba) est l'une des vingt provinces de la région d'Ancash, au Pérou. Son chef-lieu est la ville de Pomabamba.

## Géographie
La province couvre une superficie de 914,05 km2. Elle est limitée au nord par la province de Sihuas et la région de La Libertad, à l'est par la région de Huánuco, au sud par la province de Mariscal Luzuriaga et la province de Yungay, et à l'ouest par la province de Huaylas.

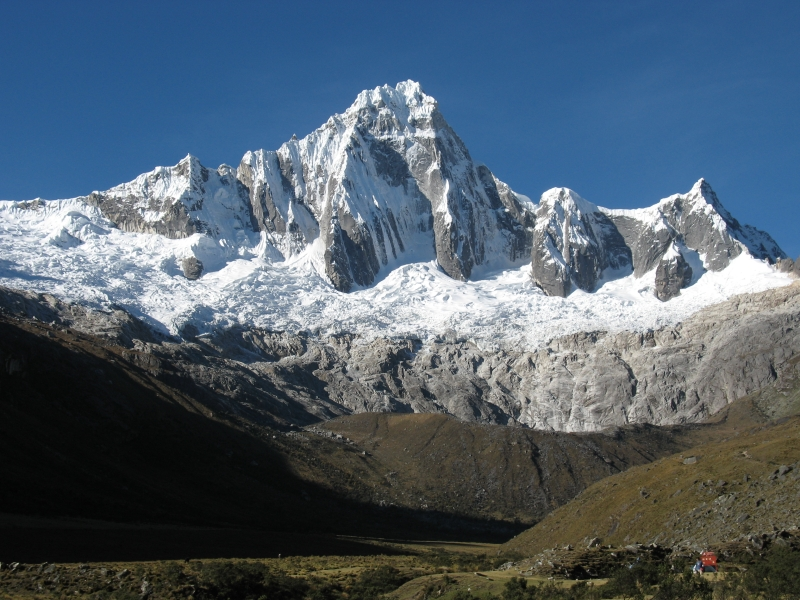
Tawllirahu

## Histoire
La province a été créée le 21 février 1861.

## Population
La population de la province s'élevait à 27 954 habitants en 2007.

## Subdivisions
La province de Pomabamba est divisée en quatre districts :
- Huayllán
- Parobamba
- Pomabamba
- Quinuabamba